# Altonaer FC 1893
Maillots
Actualités
L'Altonaer FC 1893 (ou Altona 93 en bref) est un club allemand de football basé à Altona (Hambourg). Le club évolue actuellement en Regionalliga Nord grâce à une première place en Oberliga Hambourg 2024-2025 puis une deuxième place lors du tour de promotion.

## Historique
L'Altona 93 est fondé en 1893 sous le nom de Altonaer Cricketclub 1893, par un groupe de jeunes lycéens et marchands à Altona, alors une grande ville ouvrière (dite Altona-la-rouge) en Prusse. Un an plus tard, le club est renommé Altonaer FuCC 1893, puis  Altonaer FC 1893. La même année, il participe à la fondation d'une des premières fédérations régionales d'Allemagne, le Hamburg-Altonaer Fußball-Bund. 
Jouant à l'époque ses matchs à domicile à l'Exerzierweide, il remporte le championnat de Hambourg en 1898, 1899, 1900, 1902 et 1903. En 1900, il figure parmi les 80 clubs fondateurs de la Fédération allemande (DFB). Son joueur Franz Behr devient vice-président de cette fédération (jusqu'en 1904, date à laquelle il émigre vers l'Amérique du sud).
En 1903, le club participe au premier championnat d'Allemagne; après un carton de 8:1 contre le Victoria Magdeburg, c'est le VfB Leipzig, qui met fin aux rêves d'Altona 93 en demi-finale (6:3 à Leipzig) et devient le premier club champion d'Allemagne (7:2 contre le DFC Prague devant 2 000 spectateurs, à Altona). L'arbitre de cette finale est Franz Behr.
L'équipe d'Altona 93 : Gustav Heysen - Ernst Brüning, Constanz Jersch - Walter Behr, Franz Behr, Karl Böttcher - Paul Ploetz, Walter, M. Bradanovich, Herder, Hermann Struve.
En 1909, l'équipe se qualifie de nouveau pour la phase finale du championnat allemand - et manque de nouveau le match décisif (4:2 contre FC Tasmania 1900 Rixdorf, puis 0:7 contre Viktoria 89 Berlin).
L'équipe d'Altona 93 : Hermann Tangermann - W. Lühmann, Holst - Oestergaard, Harders, E. Tangermann - Karl Hanssen, Köncke, Adolf Jäger, Ernst Hanssen, Gerhard Schmidt.
Au printemps 1914, quelques mois avant la Grande Guerre, Altona 93 perd 1:4 a.p. lors du premier tour du championnat contre le Duisburger SV. En 1919, le club fusionne avec le Altonaer TS 1880 sous le nom de VfL Altona, car depuis 1923 (après la re-scission de l'ATS 1880) c'est Altonaer FC 1893 VfL. Pendant les années 1920, c'est surtout l'épopée du grand rival local, l'Union 03 Altona, mais aussi celles du Hambourg SV, du Eimsbütteler TV et du Victoria Hambourg qui empêchent le club de se présenter en championnats du Nord et d'Allemagne. En 1938, l'Altona 93 fusionne avec le SV Borussia 03 Bahrenfeld et s'appelle désormais le Altonaer FC 1893 Borussia. À compter de 1979, il porte de nouveau son vieux nom d'Altonaer FC von 1893. Lors de la Seconde Guerre mondiale, le plus grand joueur du club, Adolf Jäger, meurt en 1944 pendant l'essai de désamorçage d'une bombe dans le port d'Altona.
Depuis sa création en 1895, Altona 93 a joué au plus haut niveau du foot allemand pendant 64 saisons : en Ligues d'Hamburg-Altona, du Nord et en Gauliga jusqu'en 1945, en Stadtliga rsp. Oberliga Nord, avant la fondation de la Bundesliga. Le record d'affluence à domicile s'élève à 27 000 spectateurs, établit contre le Hambourg SV en 1953 et en 1957. De 1963 à 1968, Altona évolue en deuxième division. Le club évolue ensuite dans les divisions inférieures (troisième à cinquième ligue). En Coupe, le club atteint les demi-finales en 1955 (3:3 a.p. et 0:3 contre le Karlsruher SC), et 1964 (1:4 a.p. contre le TSV Munich 1860).
Aujourd'hui, l'Altona 93 ne joue plus que devant 500 spectateurs, en Oberliga Nord (D4) - excepté lorsque l'adversaire se nomme le FC Sankt Pauli (équipes pro ou réserve). Il existe en effet une grande rivalité entre ces supporters depuis une dizaine d'années environ, et quand ces deux clubs se rencontrent en Coupe ou en Oberliga, l'Adolf-Jäger-Kampfbahn à Altona est toujours bien rempli.
Lors de la saison 2008-2009, l'équipe phare est obligée de disputer ses matches à domicile « à l'extérieur », c'est-à-dire au Hoheluft, stade du SC Victoria Hambourg : l'Adolf-Jäger-Kampfbahn ne correspondant pas aux nouvelles exigences de la Fédération allemande pour évoluer en Regionalliga. Après la relégation en D5, les noir-blanc-rouge retrouvent leur stade traditionnel.

## Joueurs emblématiques
- Werner Erb (* 1932), attaquant, international junior pendant les années 1950
- Karl Hanssen (1887-1916), ailier, trois matches pour l'équipe nationale A (1910-1911)
- Adolf Jäger (1889-1944), attaquant, 18 matches (11 buts) et dix fois capitaine pour l'équipe nationale A (1908-1924)
- Dieter Seeler (1931-1979), demi
- Heinz Spundflasche (1919-1972), inter, puis demi (et après sa carrière entraîneur)
- Hans Wentorf (1899-1970), gardien, deux matches pour l'équipe nationale A (1928)
- Eric Maxim Choupo-Moting (2003-2004), avant-centre.

## Littérature
- (de) Norbert Carsten: Altona 93. 111 Ligajahre im Auf und Ab. Die Werkstatt, Göttingen 2003  (ISBN 3-89533-437-5)
- (de) Norbert Carsten: Faszination Adolf-Jäger-Kampfbahn. Altona 93 und sein 100jähriges Kultstadion. Die Werkstatt, Göttingen 2008  (ISBN 978-3-89533-627-0)
- (de) Werner Skrentny: Altonas symphonische Farbenschönheit. Dans: Jens-Reimer Prüß (éd.): Spundflasche mit Flachpaßkorken. Die Geschichte der Oberliga Nord 1947-1963. Klartext, Essen 1991  (ISBN 3-88474-463-1)